# Conformateur

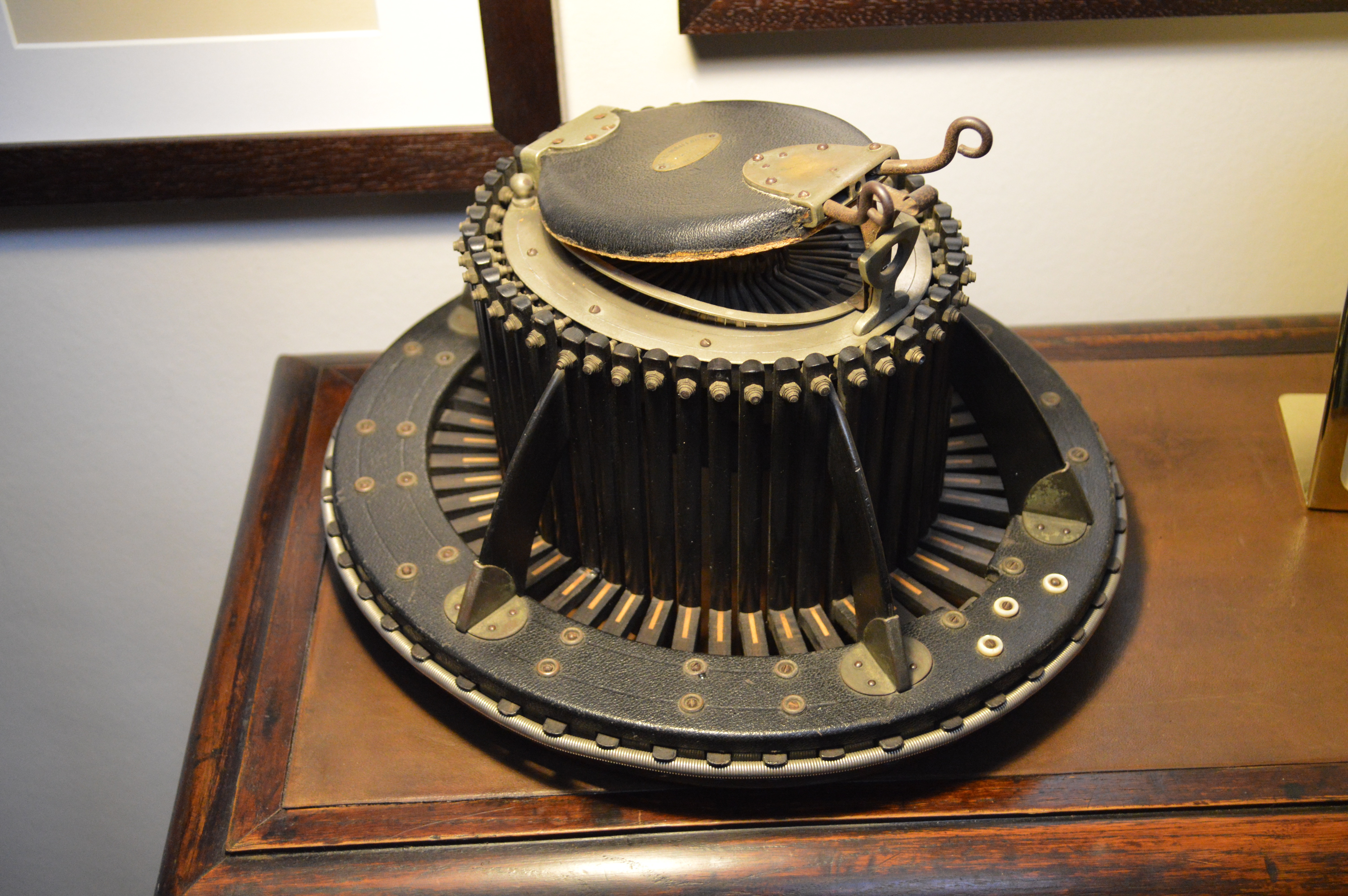
Conformateur in einem Museum

Der Conformateur ist ein mechanisches Formwerkzeug bei der Herstellung von Maßhüten. Er wurde Mitte des 19. Jahrhunderts in Frankreich patentiert und dient dem Hutmacher bei der Anpassung (Konformation) eines Hutes an Kopfform und ‑umfang des Kunden. Seit seiner Erfindung kaum weiterentwickelt, wird das Gerät bis heute verwendet.

## Geschichte

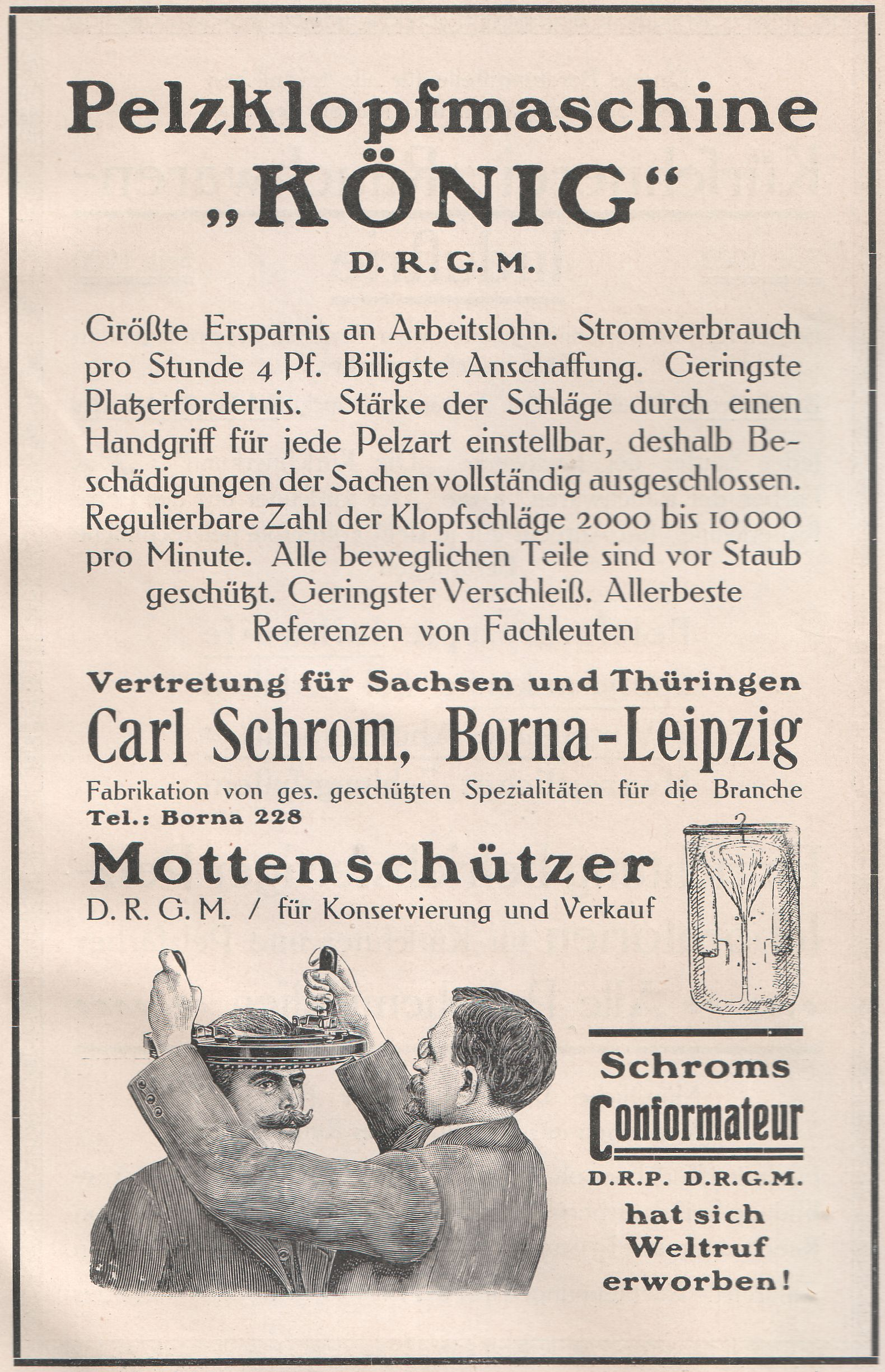
„Schroms Conformateur“, Inserat in einem Fachbuch (1914)

### Bedeutung für die Hutmacherei
Das Patent für den Conformateur wurde 1843, anderen Angaben zufolge 1852, von dem Pariser Hutmacher Allié-Maillard (oder Maillard Allié) angemeldet. In den folgenden Jahren verbreitete sich die Erfindung auch über den Atlantik hinaus, wurde aber weiterhin hauptsächlich in Paris hergestellt. Versuche, das Gerät in Amerika nachzubauen, erwiesen sich aufgrund des technischen Aufwands und geringer Nachfrage als kostspielig und wenig rentabel. 1878 kostete ein Conformateur 100 US-Dollar, was heute inflationsbereinigt mehr als dem dreißigfachen Wert entspricht.
Am 9. März 1878 widmete die populärwissenschaftliche US-Zeitschrift Scientific American dem Conformateur einen ausführlichen Artikel, in dem auf die Vorteile der Erfindung hingewiesen wird. So könne das Gerät dem Hutträger nicht nur die Suche nach einem passenden Modell, sondern auch die Zeit des Eintragens oder das Ausstopfen mit zerknüllten Papierbündeln ersparen:

“From the period when stiff hats were invented up to 1843, people put in extra linings and converted their craniums into hat blocks — and they do so yet, wherever the very ingenious conformator, invented by M. Allie, of Paris, France, in the above named year, is not in use.”

„Von der Zeit an, als steife Hüte erfunden wurden, bis 1843 fügten die Menschen zusätzliche Auskleidungen hinzu und verwandelten ihre Schädel in Hutblöcke — und tun es nach wie vor, wo immer der sehr geniale Conformateur, erfunden von M. Allie aus Paris, Frankreich, im oben genannten Jahr, nicht zum Einsatz gelangt.“

Laut einem 1919 in den USA veröffentlichten Ratgeber für professionelle Hutmacher würden 90 Prozent aller verkauften Hüte eine Formanpassung erfordern. Die Fähigkeit, mit dem Conformateur umzugehen, sei daher „unerlässlich“ für den zufriedenstellenden Verkauf der Kopfbedeckungen. Außerdem bescheinigte Autor Henry L. Ermatinger dem Apparat einen „beträchtlichen Werbewert“. Im Laufe der Jahrzehnte führten der Bedeutungsverlust des Hutes und die Entwicklung moderner Textilien dazu, dass der Conformateur heute weitgehend als Kuriosität gesehen und im Internet als Antiquität angeboten wird. Manche Hutmacher arbeiten dennoch weiter damit.

### Weitere Nutzung

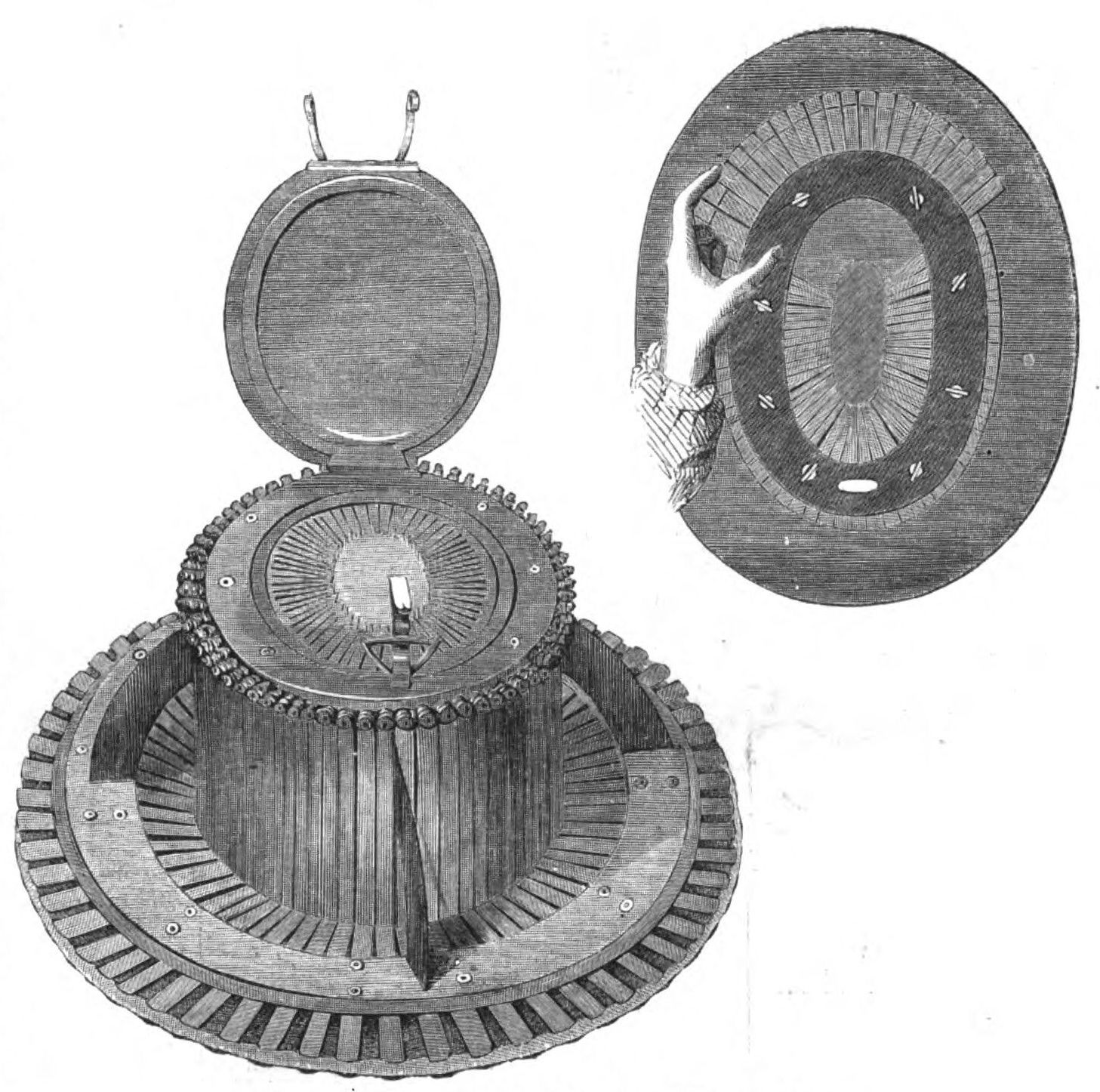
„Conformateur typographe, erfunden von Allié ainé in Paris“, Abb. von 1851

Abseits der Hutmacherei diente der Conformateur seit den 1870er Jahren auch naturwissenschaftlichen Zwecken. Die im Sinne Rudolf Virchows mit der „Feststellung eines eindeutigen Zusammenhangs zwischen Schädelform, Beschaffenheit des Gesichts und Struktur des Gehirns“ befasste Kraniologie nutzte das Gerät für zahlreiche Schädelmessungen. Laut Scientific American könnten damit vor allem Studierende unterstützt werden. Die Zeitschriftenredaktion erhielt auf Nachfrage mehrere Zeichnungen „ungewöhnlich geformter Köpfe“ von den New Yorker Hutmachern Dunlap, Ernenwein und Knox und wertete diese selbst aus. Alle untersuchten Schädel, darunter jene eines Bankers, eines Priesters und eines Schauspielers, hatten eine stärkere Ausprägung der linken Seite gemeinsam. Dadurch sah der Autor einen Zusammenhang mit der von Charles-Édouard Brown-Séquard behaupteten Tatsache, dass die linke Gehirnhälfte bei der Steuerung der rechten Körperhälfte wichtiger ist als die rechte und umgekehrt.
Während kraniometrische Messungen – meist mithilfe eines Kraniometers anstelle eines Conformateurs – später von der Rassenbiologie instrumentalisiert wurden, stellte Scientific American bereits 1878 fest, dass sich aufgrund der breiten Schwankungen verschiedener Kopfformen nicht auf die „rassische Abstammung“ eines Schädels schließen lasse.

## Funktionsweise
Aufgabe des Conformateurs ist es, die Hutöffnung am Band so anzupassen, dass der Hut perfekt auf dem Kopf des Kunden sitzt, möglichst ohne andere Änderungen. Geeignet dafür sind vor allem steife Hutmodelle wie Strohhut, Melone oder Zylinder. Der hutförmige Apparat besteht, in der ursprünglichen Version von Allié-Maillard, aus 610 Einzelteilen. 60 bewegliche, mit Perlmutt verkleidete Ebenholzzweige, die von einem Federdraht aus Messing in einem Rahmen gehalten werden, bilden die Krone. Die Fortsätze dieser Zweige laufen in der Kronenmitte zusammen und enden in senkrecht nach oben stehenden Pins. Darüber befindet sich ein mit Kork ausgekleideter, verschließbarer Deckel. Die Anpassung erfolgt im Wesentlichen in mehreren kurzen Schritten:
1. Der Conformateur wird dem Kunden auf den Kopf gesetzt, sodass eine entsprechende Markierung direkt über dem Nasenbein liegt. Alle 60 Zweige passen sich dabei der Kopfform an. Wichtig ist, dass das Gerät nicht wie ein Hut, sondern ein Viertelzoll tiefer sitzt, da das Ergebnis sonst eine Größe zu klein ausfällt.[9]
2. Mittig über den Pins wird ein Blatt festes Papier eingelegt und der Deckel verschlossen. Nach Einrasten einer Stahlfeder werden zwei Hebel mit den Fingern zusammengedrückt und so das Papier von den Pins gelocht. Die dabei entstandene Schablone, das sogenannte Konform, stellt ein verkleinertes Abbild des Kopfumfangs[10] dar.
3. Das Konform wird knapp außerhalb der Einstichlöcher ausgeschnitten und in eine Art Formblock mit 46 Zweigen, den sogenannten Formillion, eingesetzt. Die inneren Zweigenden werden dem Blattrand angepasst, woraufhin die äußeren Zweigenden die tatsächliche Kopfgröße wiedergeben. Mithilfe von acht Rändelschrauben werden sie fixiert.[11]
4. Nachdem die Hutkrempe auf einem Gasherd erhitzt wurde, kann der Formillion in den fertigen Hut eingesetzt werden. In der Folge kühlt der Stoff ab und das Oval passt sich dem Formillion und somit der Kopfgröße des Kunden an.[1][12]

Illustrationen zu Henry L. Ermatingers Scientific Hat Finishing and Renovating (1919)
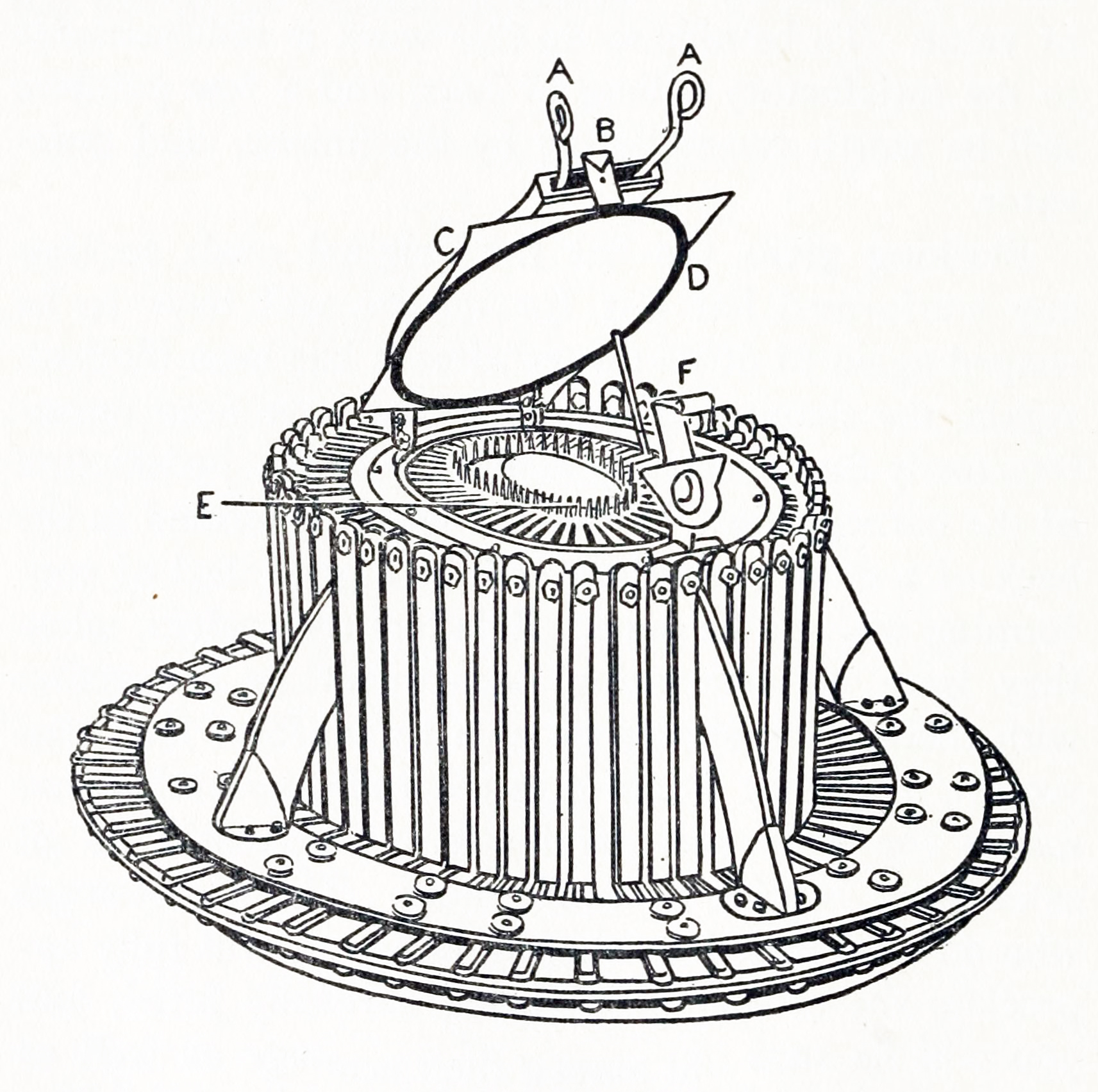
Conformateur mit Fingerhebeln (A), Falle (B), Deckel (C), Pins (E) und Feder (F)
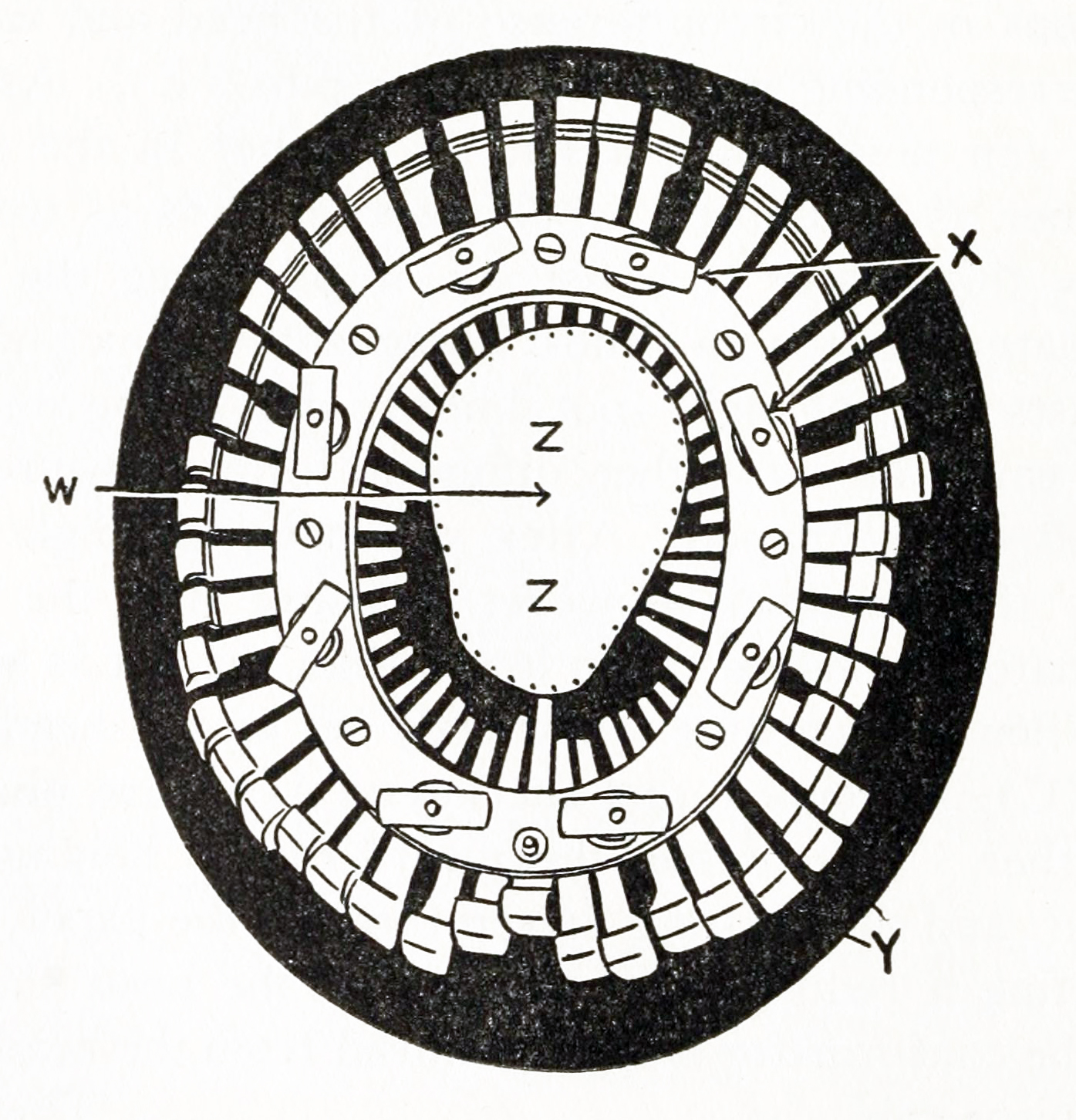
Formillion mit eingesetztem Konform (W), Rändelschrauben (X) und Zweigen (Y)
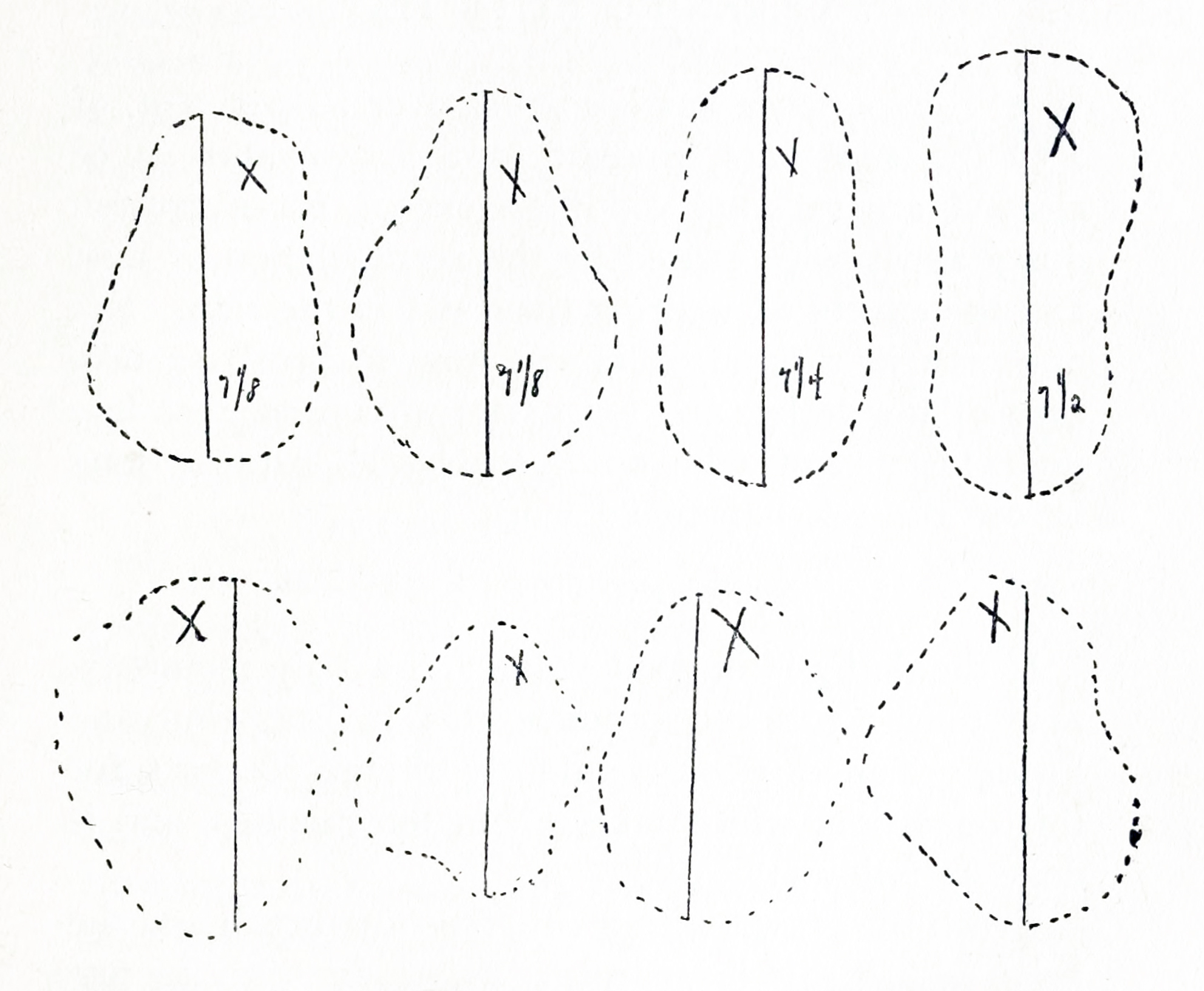
Vom Hutmacher gesammelte Kopfumfänge, Abweichungen sind technisch bedingt überbetont